# Pinturas de la celda de San Miguel
Las pinturas murales de la celda (o capilla) de San Miguel es un conjunto pictórico del Monasterio de Pedralbes de Barcelona realizado con una técnica mixta de pintura al fresco y pintura al óleo en 1346. La autoría ha sido históricamente atribuida al pintor catalán Ferrer Bassa, si bien algunos expertos ponen en entredicho los primeros estudios sobre la obra, que se basaban en un contrato con este pintor.
El relato iconográfico se estructura en tres partes: el ciclo de la Pasión de Cristo, los Siete Gozos de María y una colección de retratos de santos. Las veinticinco escenas, que cubren los setenta y cinco metros cuadrados de los muros de la pequeña capilla de oración, están realizadas siguiendo el estilo de la escuela sienesa y presentan algunas innovaciones, como la combinación de técnicas pictóricas y la incorporación de detalles metálicos para resaltar puntos específicos de las escenas.
Las pinturas son un conjunto extraordinario y un testigo excepcional dentro del panorama de la pintura gótica de la corona de Aragón.[1]

## Datos de contexto

### Autor
Ferrer Bassa (1285 – Barcelona, 1348) fue un pintor conocido principalmente por su actividad como miniaturista y como pintor del rey de la Corona de Aragón. Abandonó la inicial influencia francogótica y, como otros pintores de la Corona de Aragón, recibió tanto la influencia de la escuela florentina como la influencia de la escuela sienesa y se le ha denominado el «Giotto catalán». Con todo, no se cree que su giottismo sea una influencia directa de la escuela florentina, sino de los hermanos Pietro y Ambrogio Lorenzetti que importaron el estilo de Giotto desde Asís hacia Siena,[2] a donde probablemente viajó Ferrer Bassa y donde habría visto modelos que le influyeron en su obra.[3]
De su obra destacan las miniaturas del Libro de horas de la reina María de Navarra, hecho para María -la primera esposa de Pedro IV de Aragón, el Ceremonioso- conservado en la Biblioteca Marciana de Venecia y el Salterio anglo-catalán, un trabajo iniciado alrededor del año 1200 en Canterbury y acabado en Barcelona en 1340 por Ferrer Balsa. El códice original se conserva en París, en la Biblioteca Nacional de Francia. Entre los retablos que realizó se conservan el Retablo de Santa Ana en la Almudaina o el Retablo de Santiago del Monasterio de Santa María de Juncales.[2] A partir de 1345 su nombre empezó a aparecer relacionado con el de su hijo Arnau Bassa, quién formaría parte de su taller. El 1348 padre e hijo murieron a consecuencia de la plaga de peste de aquel año.[4] Una noticia del 26 de enero de 1350 lo confirma, cuando Pedro IV ordenó la liquidación económica de un retablo iniciado por su taller, y no finalizado, para el convento de San Francisco de Valencia.[5]

### Estilo
La concepción de las escenas se basa en la inclusión de la figura humana dentro del paisaje o ambientada dentro de una arquitectura. El encuadre de las escenas se refuerza por la voluntad descriptiva de los elementos del marco. La configuración de las montañas del fondo coincide con las representaciones del Salterio y del Retablo de San Marcos de Ferrer Bassa. Salvo las diferencias propias de la técnica pictórica que hay entre trabajar al fresco o pintar con óleo, sus modelos son repetidos de otras obras con ligeras adaptaciones, fruto de alguna intervención de pintores de su taller, un efecto que se puede observar comparándolas con el Salterio de París o la tabla del Monasterio de Bellpuig de las Avellanas. La obra es el reflejo de las innovaciones aportadas por la pintura italiana del trecento que llegan a Barcelona, una ciudad muy activa de la Europa gótica de la primera mitad del siglo XIV. El autor desarrolla las narrativas visuales, utiliza la geometría para insinuar perspectivas, aplica a los personajes una gestualidad que refuerza la expresividad de cada figura y explota la riqueza de colores y de recursos plásticos, como los sutiles juegos de luz y sombra.[7]

#### Influencias
Se ha atribuido la influencia de la escuela sienesa sobre Ferrer Bassa a un posible viaje para entrar en contacto con la pintura del Trecento italiana; un viaje que se habría producido entre 1333 y 1339, fechas en las cuales no se tienen otras noticias suyas ni ningún encargo conocido. Podría haber sido en Siena donde habría contactado con la obra de los hermanos Lorenzetti, en Aviñón, donde residió Simone Martini mientras pintaba el Retablo Orsini, del cual emuló el descendimiento y probablemente también en Orvieto, cerca de Siena, Asís y Arezzo.[5]
La influencia artística y los apuntes de su viaje se pueden observar en algunos detalles de sus escenas. El tema de la escena central del Triunfo de María (su Maestà) y especialmente los ángeles con una ofrenda floral a cada lado de la Virgen María, pueden tener como referencia el que hay en la Maestà de Simone Martini (c.1320) de la Pinacoteca Nacional de Siena. También se puede observar un paralelismo en la composición de la escena y la posición de las figuras principales del Descendimiento de esta obra con el Retablo Orsini que se conserva en el Real Museo de Bellas artes de Amberes.[8]
Otra muestra se puede observar comparando el rostro de María y el grupo de ángeles seriados de la escena de la Natividad y la tabla del mismo nombre de Ugolino Lorenzetti de 1337, conservado ahora en el Museo Frogg de la Universidad de Harvard.
Según el historiador Ernest T. Dewald, se puede identificar un vínculo entre el Niño Jesús de esta obra con algunos de los que aparecen en las Madonnas con Niño de Pietro Lorenzetti pintadas entre 1330-1340. Otra similitud se puede apreciar entre el rostro del ángel del extremo superior derecho de la escena del Triunfo y el de la tabla de Santa Catalina de Pietro Lorenzetti conservada en el Museo Metropolitano de Arte.[8]
La Anunciación del políptico del mismo autor que se encuentra en Santa Maria della Pieve (Arezzo) comparte con esta obra la composición y disposición de los personajes y, particularmente, el delicado friso floral del pórtico donde está María.
También en la escena de la Crucifixión hay coincidencias con la tabla homónima que este pintor hizo para la basílica de San Francisco de Siena. Los dos soldados que hay al pie de la Cruz, al lado derecho, comparten los gestos de los brazos, si bien tienen su posición intercambiada en las dos pinturas; el grupo de las Marías sosteniendo a la Virgen María y el Juan Bautista aislado en la escena, coinciden en su composición.[8]
El fresco de santa Isabel de Hungría de la capilla, presenta similitudes con obras del otro hermano, Ambrogio Lorenzetti, como la imagen de Santa Isabel de Hungría de la Pequeña Maestà, o Santa Dorotea del políptico de la Virgen María con Niño, ambas en la Pinacoteca Nacional de Siena. En las tres, el semblante del personaje es el de una dama elegante que lleva delicadamente las flores en su regazo.[8]
También del discípulo de Giotto, Taddeo Gaddi, puede haber captado la distribución de los apóstoles en el Pentecostés, situando a algunos de espaldas al observador como había hecho este artista antes de 1340 en la decoración del armario de la sacristía de la Santa Croce de Florencia, hoy en la Gemäldegalerie (Berlín).[9]
Salvador Sanpere y Miquel identificaba una profunda inspiración del autor en la imagen de Santa Catalina que hizo Martini en la capilla de san Martino de la basílica inferior de Asís, con la santa Bárbara de Pedralbes.[10]

### Técnica
El conjunto de las pinturas representa en sí mismo un legado documental del siglo XIV, testimonio original y material conservado casi intacto e íntegro que permite conocer la organización y planificación de la obra, de la selección de los materiales y de la técnica pictórica. Estos datos están presentes en la misma materia que compone la pintura y en las trazas e improntas que se han conservado, de forma que pueden ser identificados y analizados.[11]
Varias publicaciones históricas habían descrito que la técnica pictórica empleada en las pinturas de la celda de San Miguel era la pintura al óleo. El resultado de los trabajos de análisis realizados para planificar la conservación y restauración de las pinturas ha aportado una información muy valiosa sobre la técnica que Ferrer Bassa usó tanto en los trabajos preparatorios como en la aplicación de la policromía. Ferrer Bassa usó una técnica mixta de pintura al fresco complementada con óleo en ciertas partes de las escenas.
Los pasos seguidos por el artista fueron:[12]
1. La sinopia o dibujo preparatorio de un fresco, que quedará adherido a la pared bajo el fresco cuando este se complete.
2. Decoración del envigado, con técnica de pintura seriada.
3. Pintura al fresco. Esta técnica obliga a hacer un enlucido de mortero de cal, arena fina y agua, denominado intonaco, sobre el que se aplican los pigmentos diluidos en agua mientras el intonaco está «fresco», entre 6 y 8 horas, lo cual obliga a trabajar por porciones correspondientes a una jornada de trabajo, o giornata.
4. Pintura al seco. Después de dejar secar un mínimo de veinte días la pintura al fresco, se aplicaron pintura al óleo y al temple.

Los análisis realizados sobre las pinturas denotan un trabajo organizado y con buenas dosis de planificación de la actividad realizada por el taller de los Bassa. También se aplicaron algunas innovaciones técnicas provenientes de tierras toscanas.[13]
Buena parte del conjunto de técnicas artísticas empleadas fueron documentadas por Cennino Cennini en su Il libro dell'arte de 1390, donde recogió los conocimientos de Giotto (1267-1337), de su discípulo Taddeo Gaddi (1295-1366) y de su hijo Agnolo Gaddi (1350-1396), es decir, el conocimiento de los maestros góticos italianos del Trecento.[14][15]

#### Preparación del fresco
Se han podido identificar hasta 113 giornate en la realización de las pinturas.[13] Dependiendo de su contenido, las giornate oscilan entre las superficies rectangulares de 1 m² o de 1/2 m² o tienen formas irregulares para adaptarse a detalles específicos. Las primeras se utilizan en los retratos de santos y en las zonas monocromas complementarias. Las de 1/2 m² acostumbran a tener un formato cuadrangular que corresponde a la mayoría de las giornate y no son de perfiles rectilíneos, puesto que bordean los contornos de los personajes o de alguna estructura arquitectónica de la escena. Por último, muchas de las caras y manos de las escenas principales del Triunfo de María, de la Crucifixión o de la Coronación de María requirieron una giornata entera para conseguir el detalle y calidad requeridos.
Destaca la planificación de la producción, que habría contado con la instalación de un andamio para pintar el registro superior con una distancia aproximada del techo de 1,5 m a 1,8 m, que permitía al artista llegar a todo el techo y a las partes altas del registro superior. La siguiente fase habría situado el andamio a 1,2 m del suelo para poder realizar las partes bajas del registro superior y las altas del registro inferior. El resto de la obra pictórica y los simulados de mármol se tuvieron que hacer sin andamio.[16] El análisis de esta metodología del trabajo dejaba abierta la posibilidad material de que dos pintores trabajaran simultáneamente, si bien nada confirma que fuera así.[17]
La manera de ejecutar las uniones entre las giornate se realiza con un acabado al sesgo formando un tipo de bisel sobre el cual se aplica el siguiente mortero y se yuxtapone el nuevo intonaco como una continuidad del anterior. En algunos casos, la unión se superpone ligeramente sobre la giornata precedente. Acostumbra a coincidir con las giornate insertas, es decir aquellas partes que se ejecutaban con posterioridad a la parte mayoritaria de la escena, bien fuera porque había que trabajar mucho los detalles de manos o caras, bien porque se trataba de una repetición.[18]

#### Liñola
La liñola es un cordel impregnado de un pigmento que permite hacer marcas rectilíneas tensándolo sobre el lugar que se quiere marcar y haciéndolo batir para que golpee sobre la pared y deje una marca recta. Es una técnica aún utilizada actualmente en el sector de la construcción. En la capilla se usó para estructurar la composición y los espacios de cada escena y para marcar estructuras rectilíneas o dibujos geométricos. La técnica la describió Cennini en Il libro dell'arte.[19] Las marcas dejadas en varias zonas de las pinturas denotan que se realizó con el intonaco todavía blando.[20]

#### Incisiones
Con la ayuda de la luz rasante se pueden observar muchas incisiones realizadas durante las tareas de preparación sobre el intonaco e incluso sobre el mortero base para servir de guía al pintor, lo que implica que en algunos casos no estuvo suficientemente resuelto el dibujo preparatorio. Se trata de incisiones hechas con punta metálica y con compás, algunas son tan solo pequeñas rayitas o cruces realizadas a mano alzada que servían para marcar por donde pasaría la liñola o son simples ayudas para líneas secundarias. Son incisiones o puntos de uno a tres milímetros que se pueden encontrar como puntos de referencia de escenarios arquitectónicos o figuras geométricas seriadas.[20]
También se pueden encontrar este tipo de incisiones a mano alzada realizadas sobre la capa pictórica, las cuales tenían por objeto resaltar algunos detalles de tipo arquitectónico como capiteles o columnas obteniendo dibujos muy esbozados.
Hay muchas marcas hechas con compás, una técnica utilizada en la preparación de dibujos geométricos como los arcos de las ventanas góticas o los nimbos de los personajes que, normalmente, tienen cinco círculos concéntricos.[21] El compás también se usó para obtener los puntos de referencia necesarios para determinar el plano horizontal, siguiendo la técnica descrita en el libro de Cennini en su capítulo LXVII.[22] El compás, habitualmente de puntas, se usaba también para transportar medidas.
Se observan algunas incisiones hechas con la ayuda de una regla, que ayudan a la composición de elementos constructivos y arquitectónicos donde además de servir de guía, resaltan la linealitad de la estructura, o bien en algunos elementos figurativos como lanzas, espadas o bastones de los personajes. También se encuentran incisiones hechas con regla en la construcción de motivos geométricos, como la cenefa ornamental que enmarca los cuadros, o el motivo rectangular con dos rombos inscritos que hay bajo las vigas del muro norte. En el capítulo LXXXVII del libro de Cennini se describe cómo pintar las edificaciones y se detalla la utilización de la regla para aplicar líneas de color.[23][24]

#### Spolvero
El spolvero es la única técnica de transferencia del dibujo que usó Bassa en esta obra. Lo utilizó solo en la cenefa ornamental que imita el cosmatesco que enmarca las escenas de la intradós de la entrada. No se usó en ninguna parte del programa figurativo, sino tan solo en un dibujo repetitivo de carácter decorativo. Son visibles algunos de los puntos de polvo negro que hicieron de guías y que no fueron cubiertos por la capa pictórica. También resulta curioso -por inhabitual- observar pequeñas incisiones fruto de las rebabas de los agujeros del papel que quedaron marcadas en el intonaco al presionar la plantilla en la acción de tamponar con polvo negro. El hecho de que estas rebabas tuvieran suficiente dureza para dejar marca sobre la superficie, hace pensar que probablemente estaban hecho de pergamino o de papel de algodón tratado con óleos secantes, tal como se describe al capítulo XXVI de Il Libro dell'Arte.[25][26]

#### Dorados y plateados

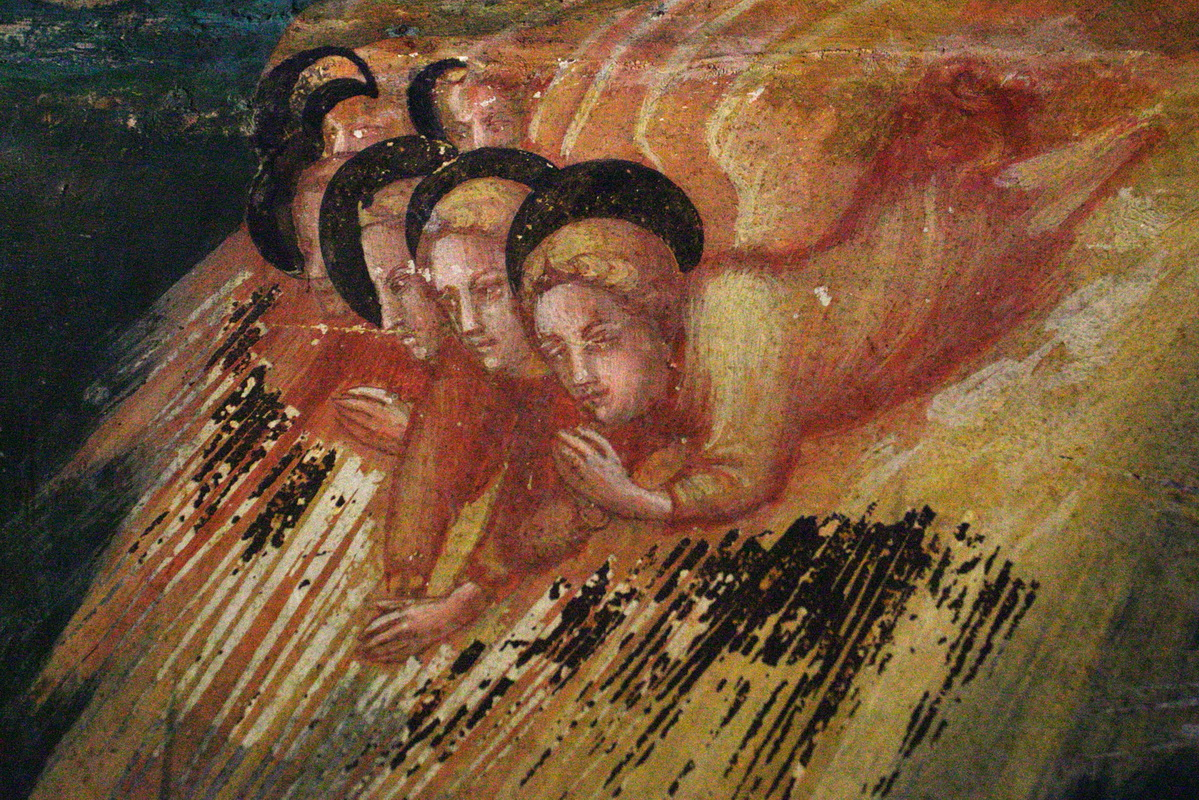
Ángeles de la Natividad

El contrato especificaba que «todas las imágenes tienen que tener las diademas y la pasamaneria de oro bueno». Ferrer Bassa, además de cumplir con lo que estaba estipulado, aplicó oro también en otros puntos como las alas del ángel de la Anunciación, los rayos que emanan de los ángeles en la escena de la Natividad y en elementos arquitectónicos como los envigados de la escena de los improperios y el friso floral de la Anunciación. Estaban también plateadas o doradas las incrustaciones metálicas en forma de tiras entrecruzadas que simulan el estampado en tapices de fondo o en algunos trajes de los personajes. Actualmente solo quedan algunos rastros de estas aplicaciones.

#### Trampantojo
La técnica del trampantojo (trompe l'oeil) consiste en crear una ilusión óptica tridimensional al mezclar la escena con el marco o el apoyo que la contiene. Esta técnica fue muy utilizada a partir del siglo XVII, si bien se puede observar en algunos pintores góticos del siglo XV como Masaccio, Petrus Christus o Jan van Eyck. Resulta muy innovadora la utilización de esta técnica a mediados de siglo XIV. En concreto, Bassa aplica una leve pincelada de color blanco a la base del círculo interior y a la parte superior del círculo exterior de los tondos del muro donde está la puerta, simulando un reflejo de la luz que aporta volumen al marco y crea una perspectiva en la cual los personajes parecen situarse tras una ventana. Además, en la figura del ángel del tondo de la izquierda, Bassa usa un recurso propio de los dibujantes de cómics modernos para crear una sensación de movimiento. Las llaves que sostiene levantadas en la mano tienen detrás de sí una especie de "comillas" que simulan la traza dejada por el movimiento. La otra aplicación es similar a las que se utilizarán posteriormente, una parte del personaje, en este caso el pie de san Francisco, sale del encuadre natural y sobresale del marco.

## Historia
La capilla de San Miguel fue la celda de oración privada de la abadesa Francesca Saportella, sobrina de la fundadora del monasterio, la reina Elisenda de Montcada. Saportella fue abadesa entre el 26 de abril de 1336 y el 25 de mayo de 1364, fecha de su muerte [28] y encargó el conjunto de 25 pinturas murales al óleo al pintor Ferrer Balsa mediante un contrato firmado el 18 de agosto de 1343.[28] Ferrer Balsa no lo pudo realizar en aquellas fechas, porque aquel mismo año el rey Pedro IV de Aragón, el Ceremonioso, le había encargado sendos retablos para las capillas de sus palacios: castillo de Lérida, Capilla de Santa Ágata en Barcelona, el Palacio de los Reyes de Mallorca en Perpiñán y el palacio de la Almudaina en Palma.[29] Este hecho ha sido interpretado por algunos expertos como un dato que cuestiona la autoría de Balsa.
En un segundo contrato, firmado el 8 de marzo de 1346, se especificaban las condiciones de calidad y el programa iconográfico inspirado en las devociones franciscanas, representando la pasión de Cristo, los gozos de la Virgen María y varias figuras de santos:[15]

Se ha convenido entre la señora abadesa de Pedralbes y Ferrer Bassa que el indicado Ferrer pinte de buenos colores con óleo la capilla de San Miguel, que es de la dicha señora abadesa, y que en esta haga los siete gozos de nuestra señora Santa María, espaciosamente y con  todas aquellas figuras que sean menester. 

También que haga siete historias de la pasión de Jesucristo. La primera, cuando Jesús fue hecho preso; la segunda, cuando fue juzgado ante Pilatos, velado, herido y escarnecido; la tercera, cuando fue colgado en la cruz; la cuarta, cuando murió en la cruz, con los dos ladrones, María y las otras Marías, Juan y el centurión con los otros judíos; la quinta, cuando fue descendido de la cruz; la sexta, cuando fue puesto en el monumento; la séptima, la piedad con María y Juan. 

También ha de hacer a San Miguel, San Juan Bautista, Santiago, San Francisco, Santa María [sic] Clara, Santa Eulalia, Santa Catalina y San Antolín de Pamiers, diácono. También una majestad con dos ángeles sobre la puerta, dentro de la capilla. Y todas las imágenes han de tener las diademas y la pasamanería de oro bueno.

Sobre este encargo se produjeron ciertos cambios. El más destacado es la realización en fresco combinándolo, esto si, con el óleo que fijaba el contrato. El otro cambio se produce en las escenas representadas. El ciclo de los siete gozos de María incluye habitualmente la Resurrección de Jesús, una escena que, en este caso, se repite en el ciclo de la Pasión y que expresamente se mencionaba en el contrato. Por lo tanto, Bassa tiene un espacio libre dentro del relato mariano de los gozos donde decide situar la escena del Triunfo de María y la convierte, además, en la escena central. Se trata de la Maestà que se popularizó iconográficamente en Italia de la mano de Simone Martini.
También hay cambios en los retratos de los santos; san Antolín no fue representado y, por el contrario, se añadieron san Domní, san Honorato, santa Inés, santa Isabel de Hungría, santa Bárbara, san Esteban, san Alejo y san Narciso.[15]
Su realización duró 240 días, entre Pascua, abril, y noviembre de 1346. De estos, 152 corresponderían a las operaciones fundamentales de pintura y unos 88 a tareas de preparación, montaje de andamios y tiempos para esperar el secado del fresco antes de aplicar la pintura al fresco.[17]
La relación del monasterio con Ferrer Bassa no se limitó a este encargo, puesto que en 1348, Francesca Saportella, la misma abadesa del encargo de la celda de San Miguel, encargó a Ferrer y a su hijo Arnau Bassa la construcción de varios retablos. Uno de ellos dedicado a San Antolín de Pamiers para ubicarlos en la celda de Santa Isabel y San Antonio.[30] Probablemente no era un retablo de grandes dimensiones, sino más bien una tabla, tal como rectifica el contrato unas líneas más abajo cuando menciona una tabula.[31] También le encargó pintar la pared de los pies de la iglesia con el árbol de la vida, los doce apóstoles y los gozos de Nuestra Señora. Unas obras que, o bien no se llegaron a hacer por la prematura muerte de los pintores el mismo 1348 o se han perdido.[32]
La celda fue utilizada como archivo desde un momento no documentado y hasta 1801. Este uso comportó instalar estanterías todo alrededor, una intervención que podría haber destruido los frescos, pero fueron colocadas siguiendo las líneas de separación entre los dos pisos de pinturas. Otra obra que consta documentada el 17 de abril de 1767 consistió en abrir una ventana, probablemente para mejorar la iluminación del archivo. Posteriormente se le cambió la función y se colocaron armarios para la colada.[33]
La autoría de la obra, tanto por la documentación existente como por su estilo, ha sido mayoritariamente atribuida a Ferrer Bassa, probablemente acompañado de otro pintor de su taller, quizás su propio hijo Arnau. No obstante, en 1996, el catedrático de Historia del Arte de la Universidad Autónoma de Barcelona, Joaquín Yarza, negó esta autoría, comparando el estilo con escenas similares del Libro de horas de la reina María de Navarra.
A pesar de haber transcurrido cerca de setecientos años desde su ejecución, la decoración de la capilla de San Miguel se ha preservado completa y prácticamente intacta, un hecho extraordinario que se debe a la protección que le han proporcionado la clausura, la misma comunidad y el alejamiento del monasterio del centro de la ciudad.[7]

## Descripción de las escenas
La capilla es una pieza pequeña de unos 20 m² con unas medidas máximas de 5,8 x 3,8 metros y una algura máxima de 4,5 m. La planta de la capilla es muy irregular, porque está situada entre los contrafuertes del ábside de la iglesia. Si bien todas las paredes contienen pinturas, la superficie que sigue un discurso iconográfico, se sitúa en tres grandes muros que, como si se tratara de un tríptico sin abrir totalmente, se encuentran frente a la puerta de acceso. La pared del lado derecho no llega a tocar el muro donde está la puerta, y la forma del contrafuerte en este punto forma un rincón con tres cerraduras de pared de reducidas dimensiones. Por otro lado, la puerta de entrada se abre en un tabique que, de hecho, cierra un gran arco parabólico. Tanto las pinturas del mencionado rincón del lado derecho como las partes bajas del intradós del arco contienen una colección de retratos de santos y santas de cuerpo entero. Por último, el tabique donde están la puerta y las ventanas así como la parte alta del intradós están decorados con imágenes dentro de tondos, dibujos geométricos y con imitación de mármol en los espacios libres, que, en conjunto dan al aposento un claro estilo prerrenacentista. En total suman 75 m² de pinturas murales, que se completan con la decoración del envigado.
Las pinturas de los tres muros centrales están inspiradas por las devociones franciscanas con dos relatos iconográficos alineados en sendos pisos, de 1,80 m de altura cada uno, del pseudo tríptico: el superior presenta escenas de la Pasión y muerte de Jesús, y el inferior muestra los siete gozos de la Virgen María. En total son catorce escenas, siete en cada piso, consideradas una obra maestra del italianismo hegemónico en la pintura gótica del siglo XIV. En la banda baja hay una guirnalda de 1,10 m. todo alrededor que debía estar pintada con simulación de mármol -como otras zonas del lado de la puerta- y que han sido repintadas.
- Datos: Q11941672
- Multimedia: Capella de Sant Miquel a Pedralbes / Q11941672